# جابولانی لینج
جابولانی لینج (انگلیسی: Jabulani Ali Linje؛ زادهٔ ۷ نوامبر ۱۹۹۴) یک بازیکن فوتبال اهل مالاوی است. وی همچنین در تیم ملی فوتبال مالاوی بازی کرده‌است.